# Heinrich-von-Stephan-Siedlung
Koordinaten: 50° 9′ N, 8° 40′ O
Die Heinrich-von-Stephan-Siedlung befindet sich im Frankfurter Stadtteil Dornbusch  südlich der Hügelstraße und östlich der Eschersheimer Landstraße. Sie ist nach Heinrich von Stephan benannt, der Ende des 19. Jahrhunderts Wesentliches zu einem weltweiten Postverkehr beitrug.

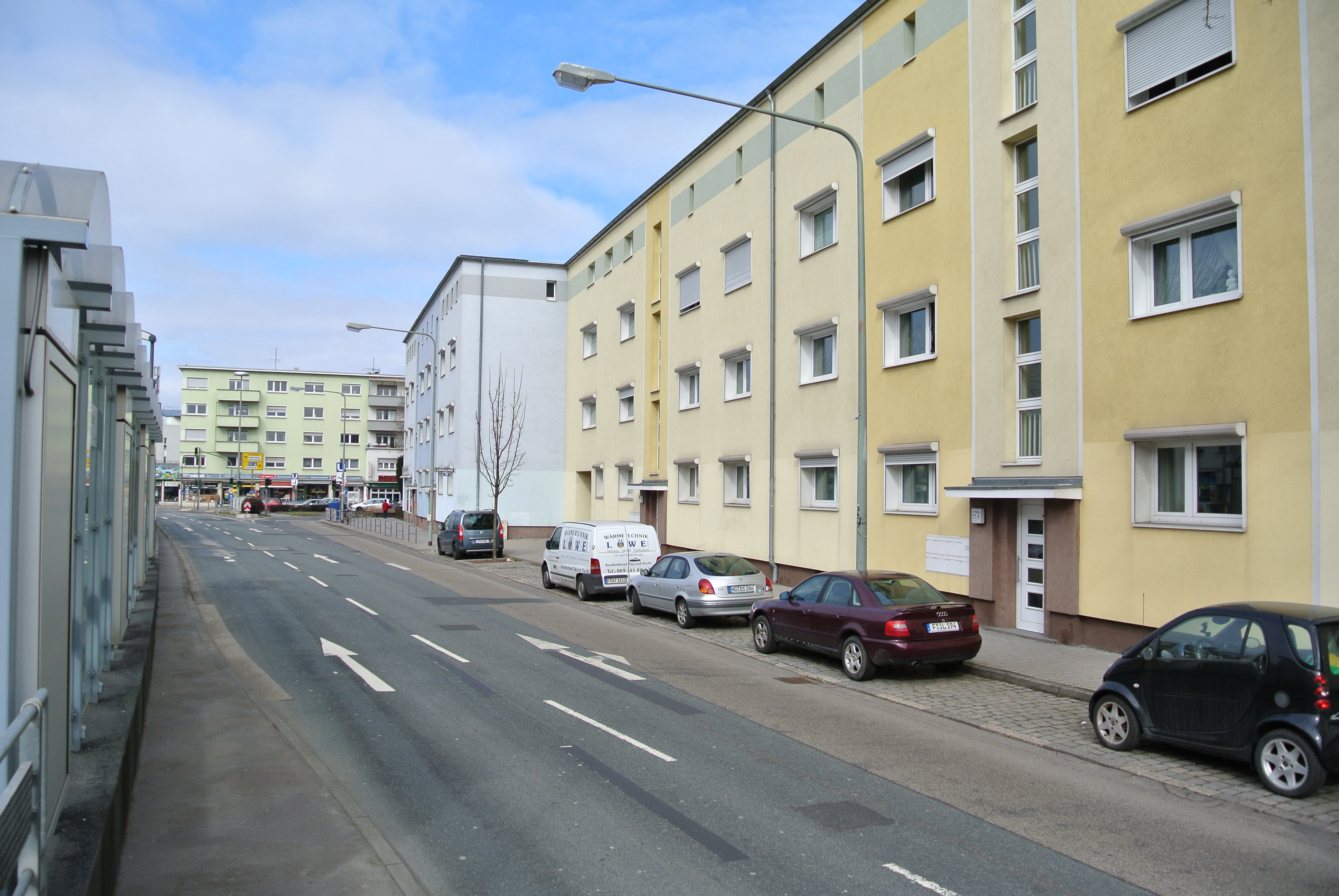
Heinrich-von-Stephan-Siedlung Eschersheimer Landstr

## Entstehung und Entwicklung
In den Jahren zwischen 1952 und 1955 wurde die Heinrich-von-Stephan-Siedlung von der Gemeinnützigen Wohnungsbau Aktiengesellschaft Rhein-Main errichtet. Insgesamt wurden 1.070 Wohnungen gebaut, davon etwa 110 Einfamilienhäuser, die sich im Privatbesitz befinden. In den Mehrfamilienhäusern entstanden größtenteils Sozialwohnungen.

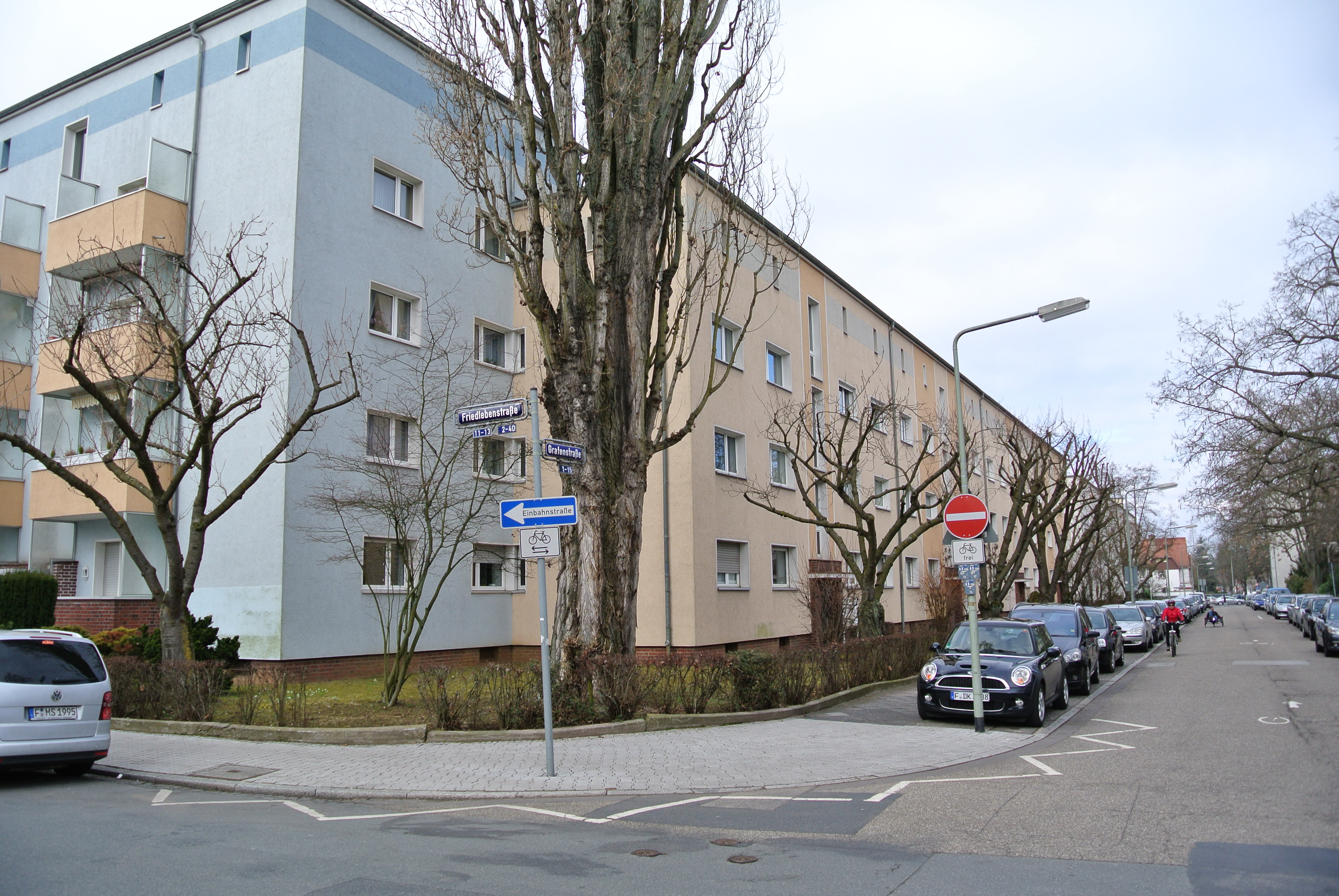
Heinrich-von-Stephan-Siedlung Friedleben-GrafenStr

Die städtebauliche Ausformung der Siedlung ist gekennzeichnet durch eine straßenbegleitende Bebauung. Vier- bis fünfgeschossige Mehrfamilienhäuser befinden sich entlang von Eschersheimer Land-, Hügel- und Grafenstraße und zwei- bis dreigeschossige Einfamilien-Reihenhäuser entlang von Stichstraßen im Innern der Siedlung. Für die Entstehungszeit typische Zeilenbauten befinden sich lediglich südlich der Friedlebenstraße; diese weisen jedoch wiederum straßenbegleitende Kopfbauten auf. Große private Grünflächen bieten ausreichend Abstand zwischen den Gebäuden.

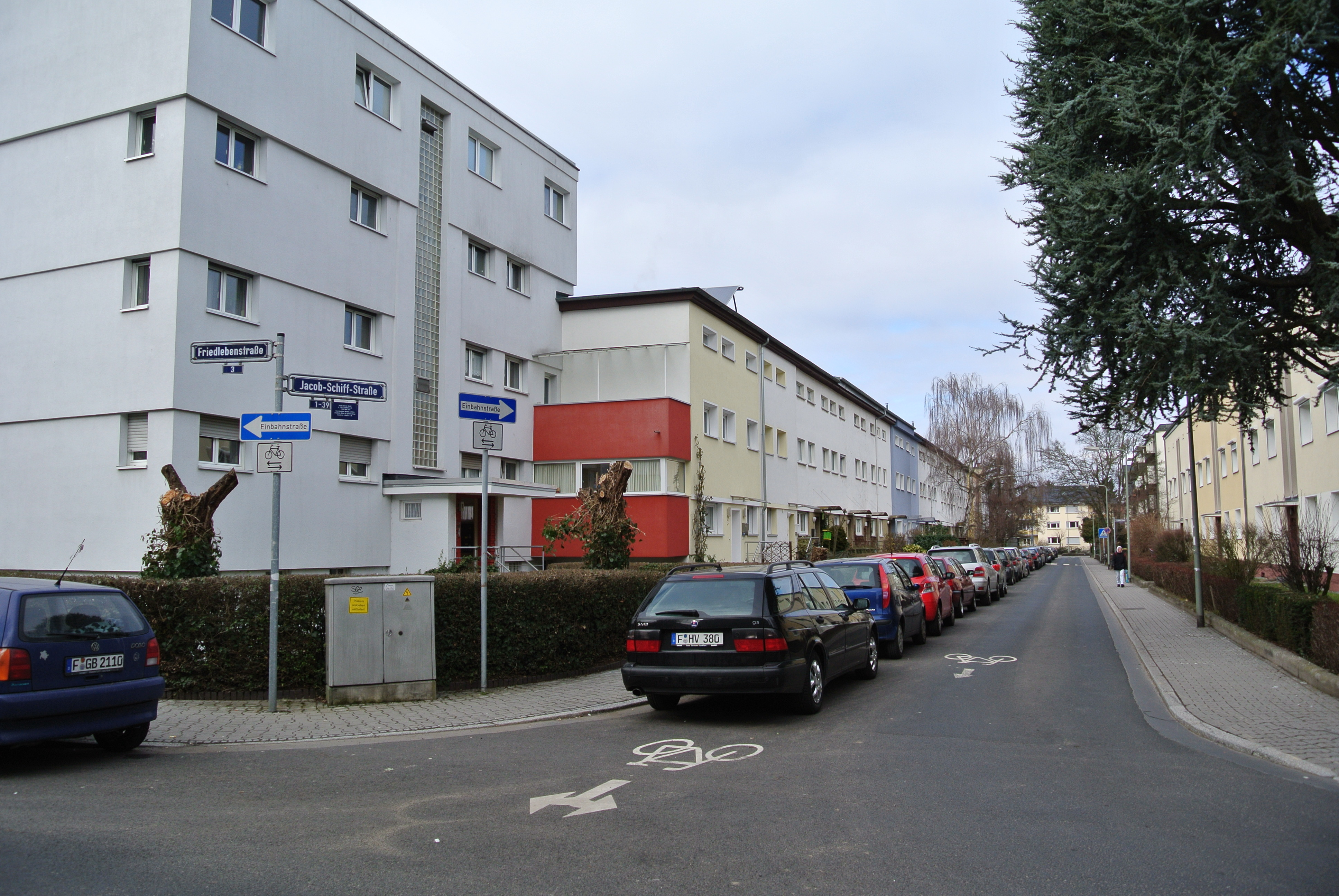
Heinrich-von-Stephan-Siedlung Jacob-Schiff-Str

Die Siedlung ist intern über die Grafenstraße und die Friedlebenstraße erschlossen und an die Hügelstraße und die Eschersheimer Landstraße angebunden. Verkehrlich untergeordnete Wohnstraßen erschließen die Reihenhäuser. Stellplätze für Autos befinden sich vorwiegend am Straßenrand. Im Süden liegt eine kleine öffentliche Grünanlage. Einkaufsmöglichkeiten sind im Umfeld vorhanden. Die U-Bahn-Station Hügelstraße befindet sich in unmittelbarer Nähe. Die meisten Mehrfamilienhäuser gehören heute der GAGFAH GmbH.
Im Süden grenzte die Siedlung ehemals an die Gärtnerei Sinai. Seit den 1980er Jahren befinden sich dort das Wohngebiet an der Walter-Leiske-Straße und der Sinaipark.